# Elsa Goveia
Elsa Goveia (ur. 12 kwietnia 1925, zm. 18 marca 1980) – czołowa historyczka i badaczka Karaibów, pierwsza kobieta profesorka w nowo utworzonym University College of the West Indies, pierwsza profesorka studiów zachodnioindyjskich na Wydziale Historii UCWI, jedna z pionierek badań historycznych nad niewolnictwem i Karaibami. Jej przełomowa praca, Slave Society in the British Leeward Islands at the End of the XVIII Century (1965), była pionierskim badaniem niewolnictwa i pierwszą publikacją, która przedstawiła koncepcję „społeczeństwa niewolników”.  

## Życiorys

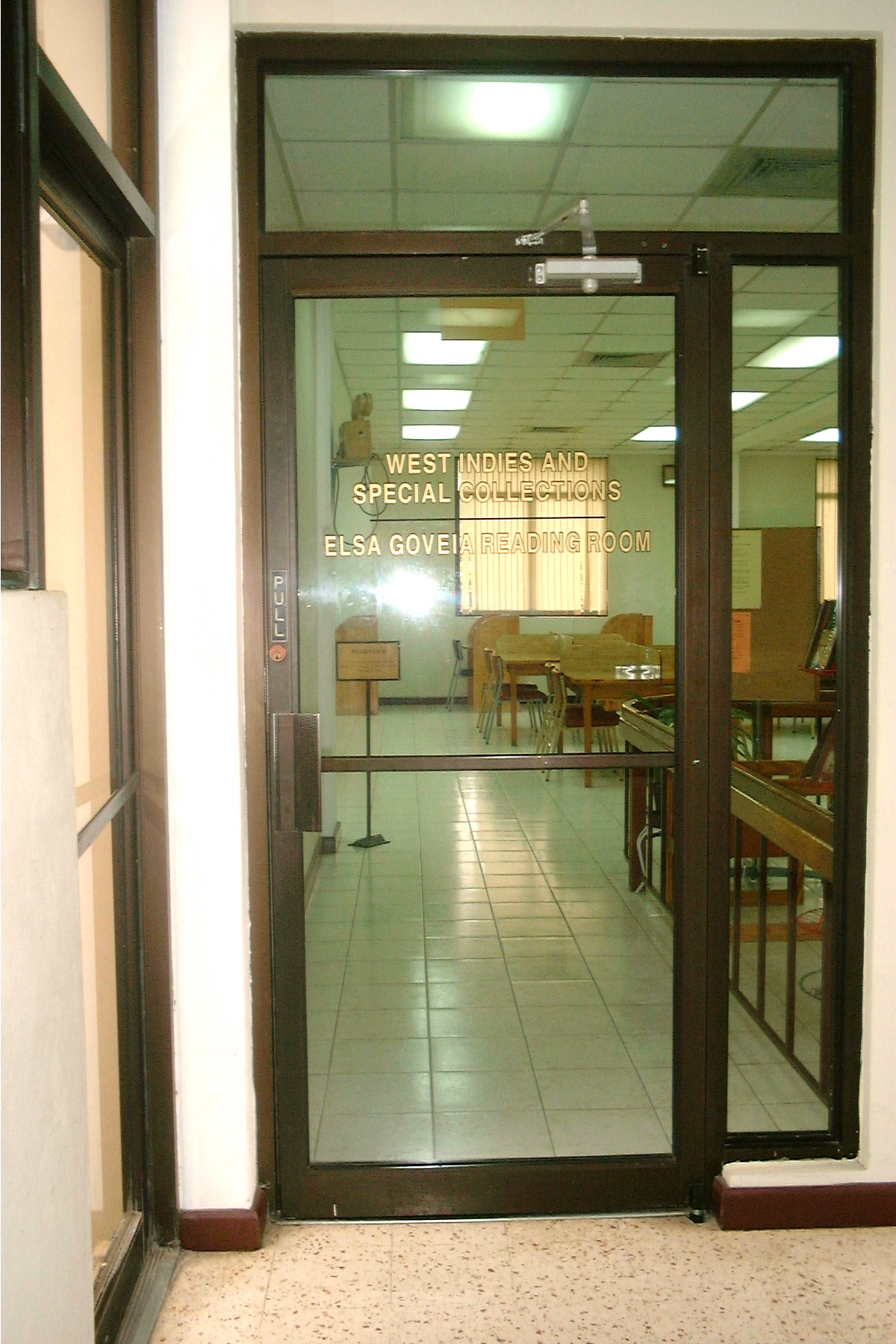
Czytelnia imienia badaczki na terenie University College of the West Indies w Monie na Jamajce

Urodziła się w Gujanie Brytyjskiej w klasie średniej, w mieszanej portugalsko i afro-gujańskiej rodzinie. Była jedną z dwóch córek. Po zdobyciu stypendium uczęszczała do St. Joseph High School w Convent of Mercy w Georgetown. W 1944 zdobyła krajowe stypendium Gujany Brytyjskiej i kontynuowała naukę, studiując historię na University College London. W 1947 zdobyła Nagrodę Pollarda w dziedzinie historii Anglii. Studiowała w Instytucie Badań Historycznych w Londynie pod kierunkiem Eveline Martin do 1950, kiedy wróciła na Karaiby i przyjęła posadę w nowo utworzonym University College of the West Indies jako asystentka. Doktorat obroniła w 1952.
Została wykładowczynią na Wydziale Historii UCWI. Zanim zaczęła działać, historycy Karaibów koncentrowali się na ekonomii niewolnictwa i jego implikacjach politycznych bez uwzględniania szerszego kontekstu. Goveia przeanalizowała socjologiczny wpływ niewolników, wolnych czarnych i innych członków społeczeństwa oraz sposób, w jaki funkcjonowali zarówno jako odrębne społeczności, jak i jako część całości. Uznała, że cała kultura została zbudowana na „społeczeństwie niewolników”, w którym relacje były definiowane nie tylko przez kolor skóry, ale także przez utrzymywanie struktury opartej na wyższości i niższości. Sprzeciwiała się milczeniu i zawstydzaniu z powodu niewolnictwa. Argumentowała, że tylko poprzez uznanie przeszłości i konfrontację z nią „istoty ludzkie mogą zmienić to, co stworzyły istoty ludzkie”. Kiedy historycy koncentrowali się głównie na osiągnięciach i rozwoju, jakie kolonizatorzy wnieśli do kolonii, Goveia pisała z perspektywy skolonizowanych. Była to innowacja w nauce, kwestionująca historiografię regionu.
Od 1952 na prośbę Panamerykańskiego Instytutu Geografii i Historii podjęła badanie historiografii na temat tzw. Indii Zachodnich. Książkę Study on the Historiography of the British West Indies wydano w 1956. Prace nad historią Karaibów prowadziła przez wiele lat. Zwieńczyła je w 1965 wydaniem przełomowej pracy Slave Society in the British Leeward Islands at the End of the Eighteenth Century. Poza tym publikowała eseje i analizy, np. The West Indian Slave Laws of the Eighteenth Century, które ukazały się w serii opublikowanej przez UCWI zatytułowanej Chapters in West Indian History.
W 1958 Goveia została mianowana starszą wykładowczynią, a w 1961 profesorką historii Indii Zachodnich. Została pierwszą (i jedyną) kobietą profesorką na UCWI, a także pierwszą urodzoną na Karaibach profesorką historii Indii Zachodnich. Od 1961 zmagała się z problemami zdrowotnymi, które ograniczyły jej aktywność zawodową.
Zmarła w swoim domu w Hope Mews Kingston w regionie Saint Andrew na Jamajce.

## Upamiętnienie
W 1985 zainaugurowano serię wykładów ją upamiętniających, które koncentrują się na historii Karaibów. W 1989 czytelni w bibliotece kampusu University College of the West Indies w Monie na Jamajce nadano jej imię. Od 1995 Stowarzyszenie Historyków Karaibów przyznaje nagrodę jej imienia naukowcom i naukowczyniom, którzy zasłużyli się w badaniu historii Karaibów.